# Sheffield Rules

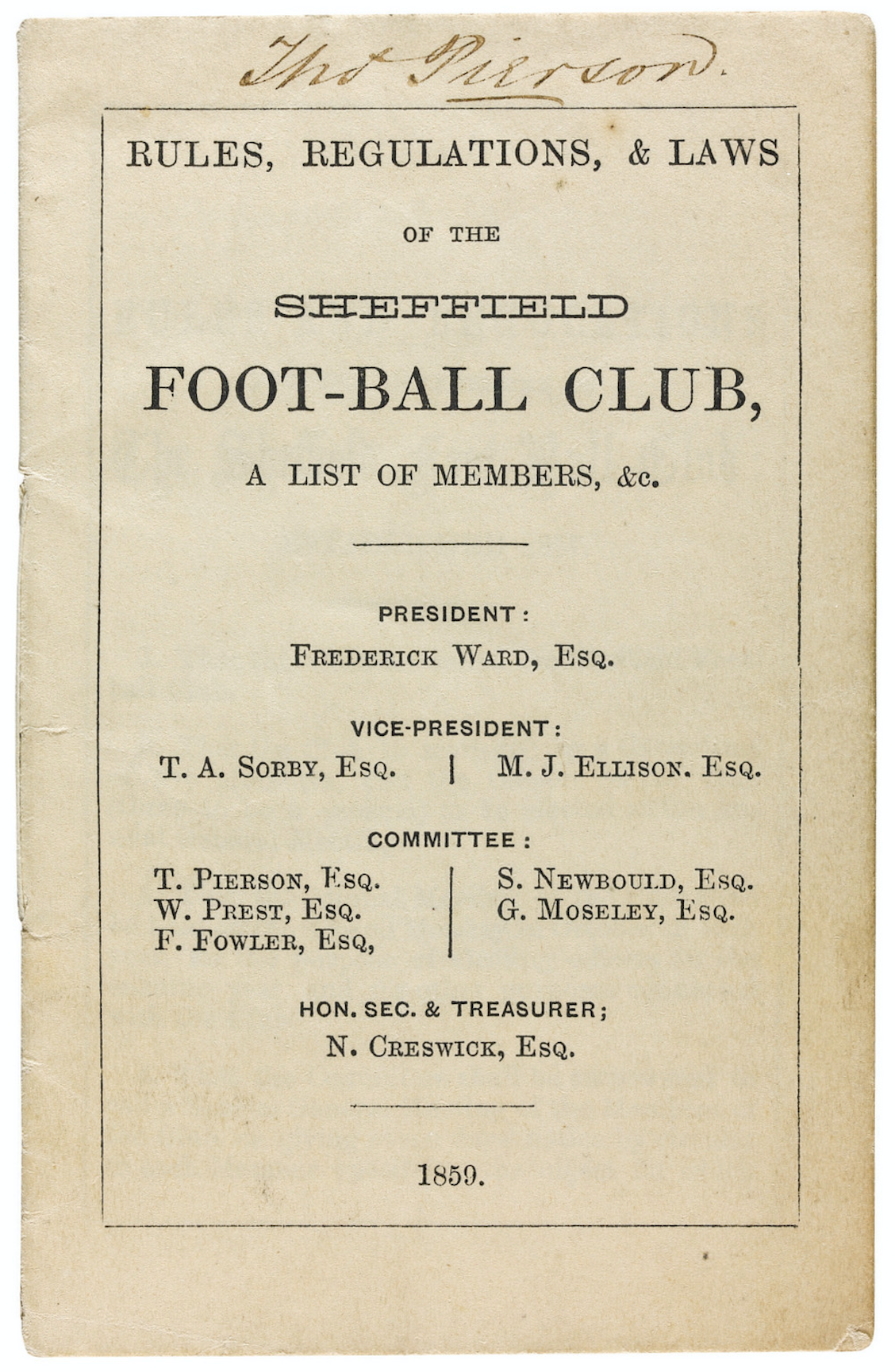
Sheffield FC Rules (1859)

Le Sheffield Rules furono delle regole del calcio praticate dal 1857 al 1877, ideate da Nathaniel Creswick e William Prest per la neonata squadra Sheffield Football Club. Furono successivamente adottate come ufficiali dalla Sheffield Football Association al momento della sua creazione, nel 1867, diffondendosi poi a nord di Sheffield e nelle Midlands tra gli anni 1860 e gli anni 1870.
Sei anni dopo la creazione delle Sheffield Rules furono create le regole della Football Association. Queste furono influenzate dalle regole di Sheffield, ma diverse controversie fecero sì che le norme di Sheffield continuarono a essere in vigore. Molte partite furono giocate con regolamenti differenti; ciò nel 1877 portò ad un accordo sul regolamento dello sport, gestito dalla Football Association.
Le regole di Sheffield ebbero grande influenza sulle regole del calcio moderno: introdussero infatti il calcio di punizione per fallo, il calcio d'angolo e la rimessa laterale. L'abolizione del fair catch portò la squadra di Sheffield ad essere la prima a colpire la palla con la testa. Gli incontri giocati secondo tali regole portarono inoltre allo sviluppo del ruolo del portiere e delle posizioni degli attaccanti.

## Avvenimenti

### Antefatti

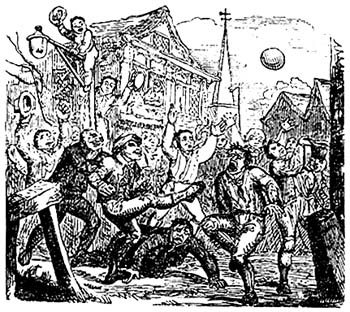
Una scena di mob football

Il più antico incontro di calcio si tenne nel 1794, anno in cui fu giocata una partita di calcio medievale tra Sheffield e Norton (al tempo un villaggio del Derbyshire), che ebbe luogo presso Bents Green. La partita durò tre giorni, durata non insolita per le partite di quel tempo. Nonostante ci furono diversi feriti, nessuno morì in quella partita. La città era sede di diverse società sportive, e la popolarità del cricket indusse il presidente dello Sheffield Cricket Club a costruire lo stadio Bramall Lane.
Negli anni 1850 ci furono diverse versioni dello sport, praticato nelle scuole pubbliche e nelle squadre di tutta l'Inghilterra. Ogni scuola giocava secondo il proprio codice di condotta; nonostante questo fu effettuato un tentativo da parte dell'Università di Cambridge di unificarli. Le regole erano generalmente incomprensibili al di fuori delle scuole. Nelle università il calcio tendeva ad essere non organizzato e spesso senza alcun codice di condotta, ed era per questo noto come mob football; tale disciplina continuò a essere pratica, in misura minore, fino agli anni 1860.
Durante i mesi invernali del 1855 i giocatori dello Sheffield Cricket Club organizzarono delle partite di calcio informali, al fine di mantenere la forma fisica fino all'inizio della nuova stagione. Due giocatori della squadra di cricket erano Nathaniel Creswick (1826-1917) e William Prest (1832-1885), futuri fondatori dello Sheffield Football Club e delle Sheffield Rules; entrambi provenivano dallo Yorkshire. Creswick proveniva da una famiglia di Sheffield produttrice di lastre d'argento da secoli. Dopo aver frequentato la Sheffield Collegiate School divenne un avvocato. La famiglia di Prest invece si era trasferita da York durante la sua infanzia. Suo padre comprò un'enoteca, di cui William successivamente diventò padrone. Entrambi erano appassionati di sport. Creswick praticò molti sport, inclusi cricket e la corsa; Prest giocò per la All England XI e capitanò per svariate occasioni lo Yorkshire. La riunione inaugurale dello Sheffield Football Club ebbe luogo il 24 ottobre 1857 a Parkfield House, nel quartiere di Highfield. La sede originale sarebbe diventata una serra sulla East Bank Road, il campo adiacente fu utilizzato come primo terreno di gioco.

### Concezione
Le regole erano in vigore fin dalla fondazione della squadra. Anche se alcune regole del 1858 erano in vigore nelle scuole pubbliche, esse si mostrarono comunque poco diffuse ed efficaci. Questo vasto numero di regole, spesso dissimili, costituì un ostacolo alla diffusione del calcio. Nella scuola di Charterhouse Square, il campo era stretto, con quattro porte in cui era possibile segnare; nell'Eton College per segnare un punto bisognava far entrare il pallone in un foro della siepe. Nello Hampsire, uno stretto budello terminava il campo, dove un ragazzo con le gambe divaricate delimitava la linea di porta. Con le regole si incominciò per la prima volta a penalizzare un fallo con un calcio di punizione, a introdurre la rimessa laterale e ad eliminare la regola del fuorigioco. Ebbero anche la particolare caratteristica di impedire di segnare un gol direttamente da calcio di punizione o dalla rimessa laterale.

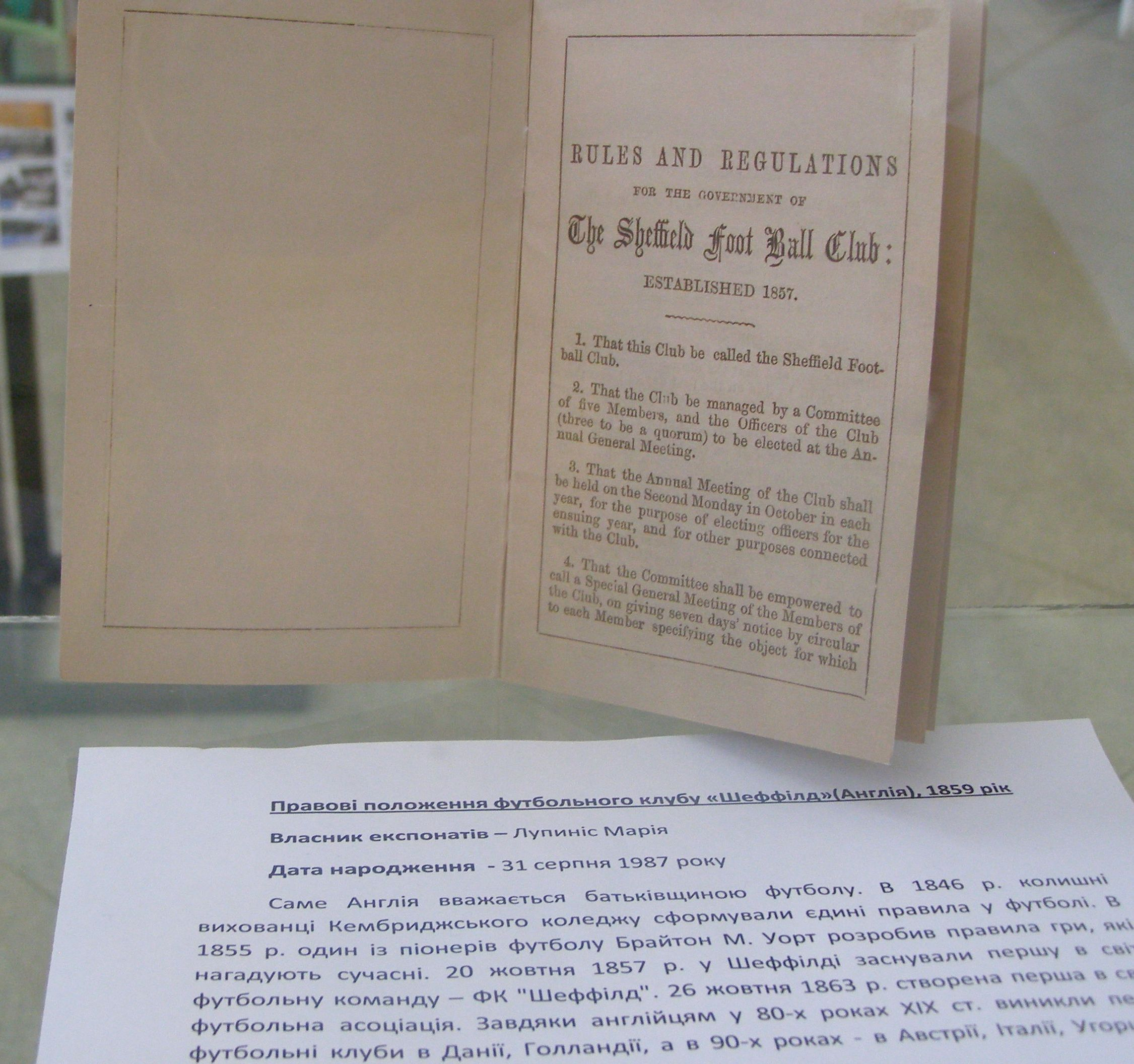
Libro delle regole dello Sheffield FC

La prima stesura delle regole fu effettuata nella prima assemblea generale il 21 ottobre 1858. Il progetto originale fu modificato nel corso della stessa riunione, e si ottenne così il primo insieme di regole. Nel corso della storia furono effettuate diverse importanti modifiche. Il progetto originale impediva di gestire la palla con la mano, tranne nel caso di fair catch, e l'hacking, ovvero il colpo sugli stinchi, lo sgambetto e la trattenuta. Nonostante tali norme diventassero via via flessibili, le prime regole si orientarono verso un maggior utilizzo dei calci piazzati rispetto alla gestione del pallone. La stagione avrebbe avuto inizio il 1º novembre e fine il Sabato Santo. Inoltre, fu imposto che eventuali dispute sul campo fossero risolte dai membri della commissione presenti — il primo riferimento ad una posizione occupata dall'arbitro.

### Primi anni
Inizialmente le norme furono applicate solo tra i giocatori dello Sheffield. Le partite venivano giocate tra giocatori con cognome nella prima metà dell'alfabeto contro giocatori con cognome nella seconda metà; con tale metodo, scoprirono che i giocatori più talentuosi si trovavano nella prima metà. Nel dicembre del 1858 svolsero la loro prima partita contro una squadra locale, il 58º Reggimento dell'Esercito. Nel 1859 fu stampato il primo libro delle regole. Nonostante questo, le regole non furono del tutto stabilite, e si sperimentarono varie modifiche durante la stagione.
Due grandi eventi accaddero nel 1860. Il 31 gennaio si tenne una riunione in cui si decise di abolire e sostituire il punto 8 con Trattenere la palla (tranne in caso di calcio di punizione) o urtarla o spingerla è assolutamente proibito. Il 26 dicembre dello stesso anno si giocò la prima partita di calcio al mondo registrata ufficialmente; lo Sheffield sfidava il neonato Hallam Football Club. La partita fu giocata nello stadio dell'Hallam, il Sandygate Road. Sheffield vinse l'incontro per 2-0.
Nel 1861 fu integrato il rouge nelle regole: l'idea fu presa dall'Eton College. Quando la società pubblicò il secondo libro di regole, esse aumentarono a 17; tuttavia il calcio di quel tempo era ancora violento. Una partita del 29 dicembre tra Sheffield e Hallam divenne nota come Battaglia di Bramall Lane, infatti si verificò un incidente durante la partita: secondo i giocatori dello Sheffield, Waterfall sferrò diversi pugni a Creswick, mentre l'Hallam contestò il fatto, dichiarando che il comportamento di Waterfall fosse la reazione a un pugno ricevuto in precedenza; Il risultato furono dei disordini generali, che coinvolsero anche gli spettatori.

### Sheffield e Londra
La Football Association fu fondata in una taverna a Great Queen Street, a Londra, il 26 ottobre 1863. Lo Sheffield inviò quattro rappresentanti della società in qualità di osservatori. Il club aderì alla nuova organizzazione un mese dopo la creazione, tramite una lettera inviata da William Chesterman, che vi allegò anche una copia delle regole di Sheffield, esprimendo allo stesso tempo la sua opposizione al fatto di poter correre con la palla in mano, e all'hacking, descrivendo tali atti come «direttamente opposti al calcio». La lettera fu letta il 1º dicembre, in una riunione dell'organizzazione. In quella riunione, si decise di abolire tali norme e di sostituirle con: «Nessun giocatore può correre con la palla in mano. Non è concessa né la carica né lo sgambetto e nessun giocatore può fare uso delle mani per trattenere o spingere l'avversario». I sostenitori della necessità dell'uso delle mani diedero vita ad un nuovo sport, chiamato rugby.
La regola del fuorigioco venne inserita nelle norme nel 1863. La FA, dopo la sua creazione, rimase dormiente, ma nel 1866 lo Sheffield suggerì di organizzare una partita tra la squadra e l'organizzazione. L'invito fu frainteso dall'organizzazione, e infatti la partita si disputò secondo le regole della FA. L'incontro, disputato il 31 marzo dello stesso anno, fu il primo a limitare la durata della partita, che infatti si giocò in 90 minuti. La FA, nel novembre dello stesso anno, suggerì di giocare un'altra partita, che però non si disputò, in quanto le due parti non si accordarono riguardo alle regole da usare. Intanto, fu abolita la fair catch nelle Sheffield Rules.
Nel 1867 le regole di Sheffield erano le più usate in Inghilterra, mentre le regole delle FA non raggiunsero il predominio nazionale. In una riunione si scoprì che soltanto tre compagini (No Names Club, Crystal Palace e Barnes) utilizzavano le regole della FA, organizzazione ormai composta da sole 10 squadre. Nella stessa riunione un delegato inviato da Sheffield suggerì tre proposte per il regolamento: l'adozione del rouge, l'introduzione del fuorigioco e un calcio di punizione per il tocco con la mano del pallone; di queste mozioni, nessuna fu poi approvata. Più tardi, nello stesso anno, fu abolita la gestione del pallone con le mani.

### Nascita della concorrenza
Nel 1867 nacque la prima competizione calcistica, la Youdan Cup, giocata secondo le regole di Sheffield. Il torneo coinvolse dodici squadre locali e si svolse tra febbraio e marzo. La finale, svoltasi il 5 marzo al Brammal Lane, con un seguito di 3.000 spettatori, vide la vittoria dell'Hallam per 2-1. In seguito venne fondata la Sheffield Football Association. Un anno dopo fu disputato un secondo torneo, la Cromwell Cup. Tra le quattro squadre partecipanti, emerse vittorioso lo Sheffield Wednesday. La finale fu un pareggio a reti bianche, e furono introdotti per la prima volta i tempi supplementari. Questo rimase l'ultimo torneo giocato a Sheffield per 9 anni, fino alla formazione della Sheffield Football Association Challenge Cup nel 1876.
Il rouge fu abbandonato nel 1868 e sostituito dal gol e dal calcio d'angolo. Due anni dopo, sedici squadre appartenenti alla Sheffield Football Association furono ammesse alla FA, ma fu loro permesso di continuare a giocare secondo le Sheffield Rules contro le squadre FA.
Tra il 1871 e il 1876 furono giocate un totale di 16 partite tra la FA e la Sheffield Football Association. Oltre a giocare sia con le regole di Sheffield che con quelle della FA, si tennero anche altri incontri al Brammal Lane, utilizzando un regolamento ibrido, che comprendeva parte delle regole di entrambe le federazioni. Con le partite giocate tra le due associazioni le regole divennero sempre più simili; infatti, alcune regole di Sheffield vennero inserite nelle norme delle FA, come ad esempio il calcio d'angolo, introdotto il 17 febbraio 1872 su iniziativa della Sheffield Football Association.

### Abbandono delle regole

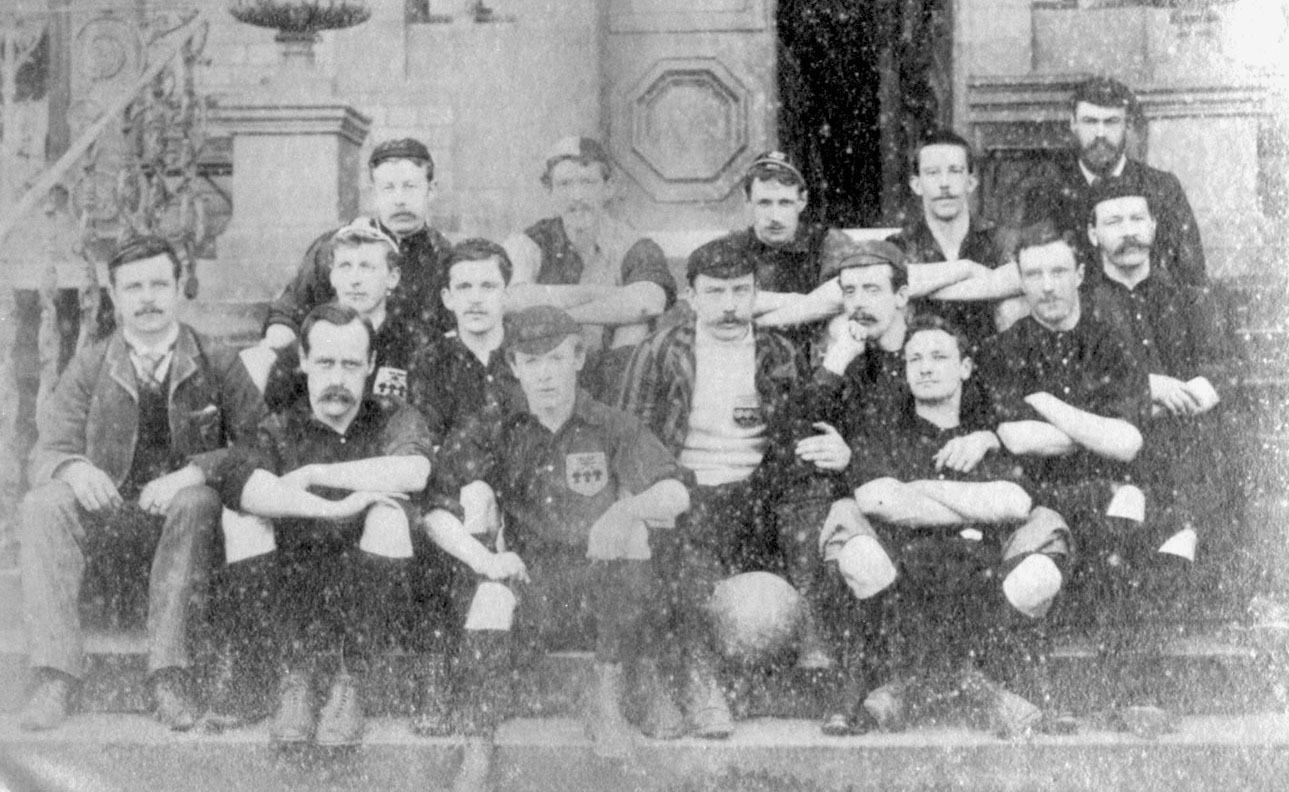
Formazione dello Sheffield nel 1890

La FA Cup fu inaugurata nel 1871, ma i club appartenenti alla Sheffield Football Association declinarono l'invito, poiché la competizione era giocata secondo le regole della FA. La prima compagine ad entrare nella competizione fu lo Sheffield, che raggiunse i quarti di finale prima di essere eliminato dal Clapham Rovers. Nel 1876, la Sheffield FA istituì la propria coppa, la Sheffield and Hallamshire Senior Cup. La coppa era aperta ad ogni membro dell'associazione di Sheffield, che contava sempre più squadre al di fuori dell'area locale. La prima finale, disputata tra Heleey e Sheffield Wednesday, attrasse 8.000 spettatori, il doppio della finale della FA Cup dello stesso anno.
Nel 1877, la rivista The Field pubblicò un articolo nel quale si derideva il fatto di avere due diversi tipi di regole in un unico sport. Così, in una situazione insostenibile, si decise di unire le regole in un unico insieme. Intanto, la FA guadagnava una posizione dominante nel calcio grazie alla FA Cup.
Negli anni 1880 l'influenza della Sheffield Football Association incominciò a scemare. Oltre a dei problemi interni, emerse una nuova associazione rivale, la Hallamshire Football Association, guidata Charles Clegg; e si combatté inoltre una battaglia, persa, contro il calcio professionistico nel Regno Unito. Nella metà del decennio molti club appartenenti alla Sheffield FA, tra cui Sheffield e Hallam, si trovarono in difficoltà finanziarie.
Le quattro associazioni nazionali del Regno Unito si riunirono nel 1882, al fine di creare un insieme comune di regole. Crearono l'International Football Association Board (IFAB), che svolse la sua prima riunione nel 1886. Il ruolo dell'IFAB fu ulteriormente confermato quando la FIFA adottò le loro regole come ufficiali.

## Innovazioni

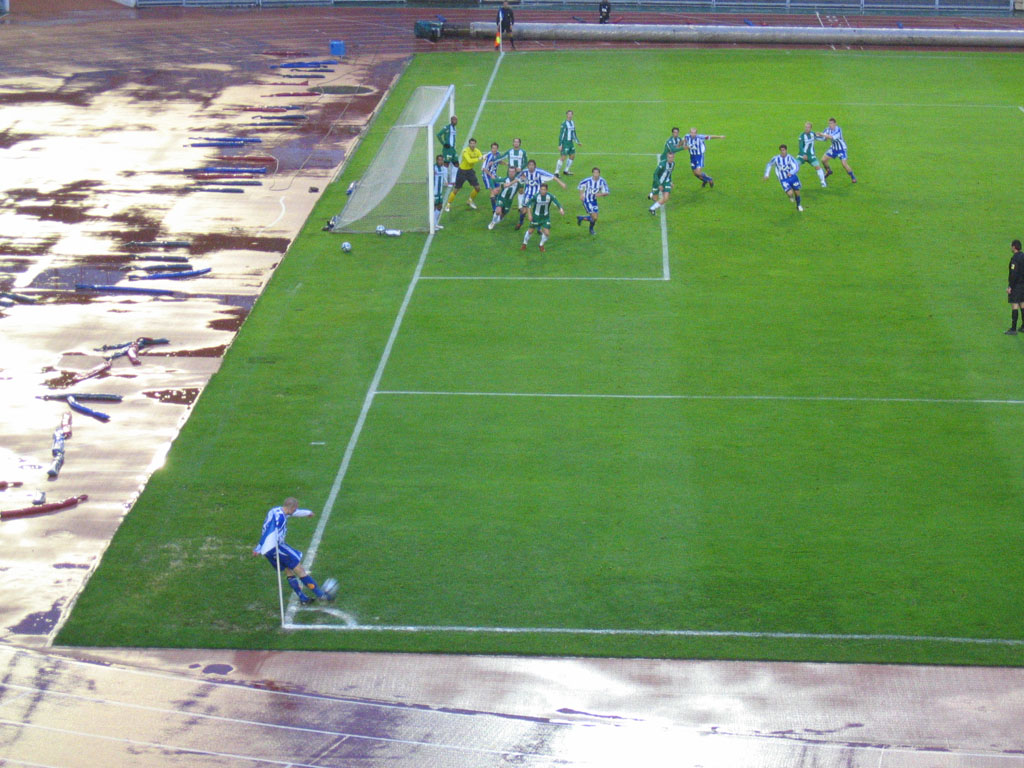
Il calcio d'angolo fu concepito dalle Sheffield Rules

Il colpo di testa, le rimesse laterali, i calci d'angolo e di punizione per fallo furono concepiti dalle Sheffield Rules. Una regola in particolare impediva di segnare una rete direttamente da calcio di punizione o rimessa laterale; questa norma fu presente in ogni versione, e fu successivamente adottata dalla FA. Fu sviluppato, inoltre, il gioco aereo; benché ai giocatori londinesi paresse risibile questo tipo di gioco, in futuro diventerà una caratteristica importante del calcio inglese. Questo evento fu collegato alla soppressione della fair catch, che impedì qualsiasi uso delle mani ai giocatori.
Una seconda versione delle regole, stilata nel 1862, introdusse i tempi supplementari, nel corso dei quali le squadre si scambiavano la porta di gioco per ogni rete messa a segno, per poi ridursi nel 1876 ad un solo cambio di porta alla fine del primo tempo supplementare.
Le prime partite non utilizzarono un arbitro in campo, ma nel caso di dispute tra i giocatori esse venivano risolte da un membro esterno della commissione. I commissari in campo vennero introdotti nel 1862. Nelle partite vennero utilizzati due commissari, uno per ogni squadra, mentre il commissario fuori dal campo fu introdotto per la Youdan Cup nel 1867 in fase sperimentale, e poi annesso al libro delle regole nel 1871. In seguito il concetto fu introdotto anche nella FA. Cessò di esistere nel 1891, allorché i commissari diventarono arbitri mobili nel campo, e i commissari fuori dal campo divennero guardalinee. La bandierina con la quale si effettuano segnalazioni all'arbitro fu proposta da Charles Clegg in una riunione nel 1874, e poi accettata.
Anche dopo l'abbandono delle regole di Sheffield, la città continuò ad apportare innovazioni. Il 15 ottobre 1878 fu giocato il primo incontro serale, illuminato dai lampioni del Bramall Lane, che ottenne un seguito di 20.000 spettatori.
Il concetto del calcio di rigore per fallo nel raggio di 1,8 metri dalla porta fu suggerito in una riunione della Sheffield Football Association nel 1879. Sarebbe poi stato aggiunto al libro delle regole nel 1892. Svilupparono poi, nei tardi anni 1870, il tiro a girare, ovvero un tiro cui si imprime una traiettoria curva, pratica ora divenuta molto comune.

## Influenza
Molte delle regole di Sheffield furono adottate, e sono tuttora presenti, nel calcio moderno. Al codice furono apportate dodici modifiche in sette anni, tra il 1863 e il 1870, delle quali otto furono prelevate dalle Sheffield Rules. In questo periodo la Sheffield FA espresse solidarietà alla FA, incoraggiandola a continuare l'attività nonostante un collasso che pareva imminente nel 1867. Nel 1872 la FA adottò il calcio d'angolo, e l'anno seguente decise che il portiere potesse toccare la palla con le mani solo nella propria metà campo; infine, dopo una riunione delle due associazioni, Londra accettò di consentire le rimesse laterali in ogni zona del campo.
Durante gli anni 1860 Sheffield e Londra erano le culture calcistiche dominanti in Inghilterra. Tuttavia, mentre Londra fu frammentata dalle diverse regole adottate, quelle create dallo Sheffield FC divennero il regolamento principale per le squadre della città. Il Nottingham Forest adottò il codice di Sheffield nel 1867, e Birmingham City e Derbyshire diventarono pure affiliati della Sheffield FA una volta adottate le regole. Molte società del nord e delle Midlands giocavano secondo le regole di Sheffield, mentre quella della FA venivano messe in atto a sud di Birmingham.
Ci sono anche delle prove che testimoniano che le Sheffield Rules influenzarono anche le regole del football australiano, nato un paio di anni più tardi. In entrambi i regolamenti è assente la regola del fuorigioco. Ci sono anche dei punti in comune per quanto riguarda i calci di punizione, i calci d'angolo, rimesse laterali e la fair catch. Henry Creswick (forse consanguineo di Nathaniel Creswick) nacque a Sheffield, ma emigrò in Australia con il fratello nel 1840 (la città di Creswick prende il nome da loro). Si trasferì a Melbourne nel 1854 e ivi incominciò a giocare a cricket. Militò nel Victoria durante la stagione 1857-58 insieme a tre dei fondatori del Melbourne, tra cui Tom Wills, l'uomo cui si attribuisce la creazione delle regole originali.
Nonostante la scomparsa delle proprie regole, Sheffield è rimasta il centro del mondo del calcio fino alla comparsa del professionismo. Le partite disputate tra le due associazioni sono considerate importanti come Scozia-Inghilterra e la finale di FA Cup. Charles Clegg, originario di Sheffield, nel 1890 divenne presidente della FA e la condusse fino alla sua morte nel 1934. È diventato il presidente che diresse più a lungo la FA, guadagnandosi il soprannome The Napoleon of Football (il Napoleone del calcio).

## Moduli di gioco, posizioni e passaggi

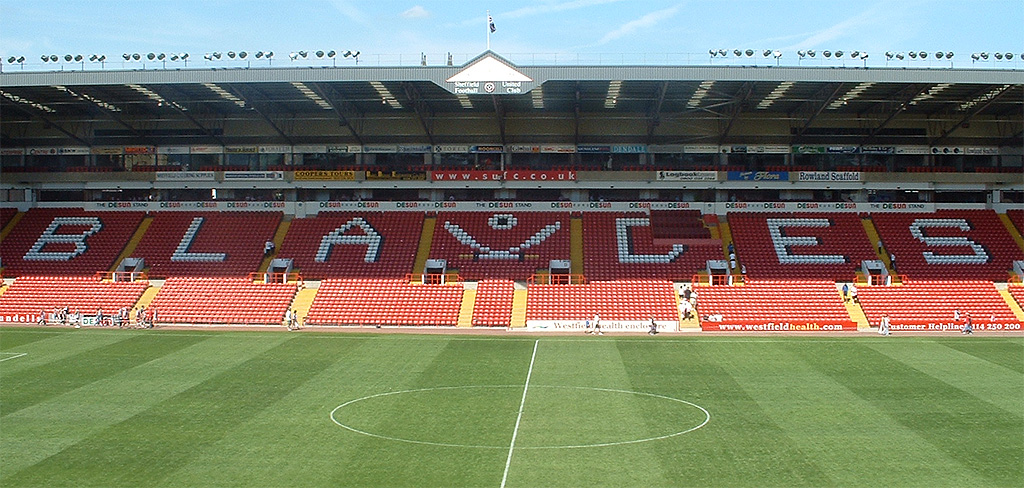
Il Bramall Lane

Nelle prime partite, che potevano anche essere giocate con un numero di giocatori inferiore rispetto alla squadra avversaria, il numero dei giocatori variò costantemente; si tendeva spesso ad usarne un numero maggiore rispetto agli sport attuali. La prima partita tra Sheffield e Hallam si giocò 16 contro 20. Nel mese di ottobre dell'anno 1863, Sheffield dichiarò che avrebbe giocato solamente partite 11 contro 11; nonostante questo continuò in varie occasioni a variare il numero dei giocatori, da 11 a 14.
Secondo Charles Alcock, Sheffield fu la prima ad adottare uno stile di passaggi simile a quello moderno. Sheffield adottò infatti una strategia opposta a quella in voga in quel tempo (il kick and rush, "calcia e corri"), cercando l'intesa di squadra tramite passaggi, assist, o giocate personali. Lo Sheffield applicò questa tattica di gioco per la prima volta contro il Nottingham. Un resoconto di un'altra partita giocata da Sheffield a novembre, afferma che «Non possiamo registrare il gioco intellettuale con il quale i giocatori di Sheffield si aiutano a vicenda». L'intesa dei giocatori di Sheffield viene trovata anche tre anni dopo: «Un'azione molto ordinata e veloce da parte di K. Smith, Denton e J. Knowles è stata convertita in un gol per Sheffield da quest'ultimo». La tecnica di Sheffield andò via via perfezionandosi, trovando nel proprio repertorio passaggi e dribbling che coinvolgevano il pubblico e lo rendevano entusiasta.
Prima dell'introduzione della traversa, si poteva giocare anche senza un portiere. La prima apparizione di questo ruolo appare nella Battaglia di Bramall Lane tra Sheffield e Hallam nel 1862.
La gara tra Sheffield FA e FA, che ebbe luogo nel dicembre del 1871, fu degna di nota per la prova dello sviluppo di nuove posizioni e moduli di gioco. Si trova la prima menzione della posizione dell'attaccante e di quella delle ali. Durante la metà degli anni 1870, la formazione più usata era composta da un portiere, due difensori e due mediani, e in attacco prevedeva fino cinque centrocampisti e un attaccante.

## Figure chiave
Nathaniel Creswick e William Prest sono entrambi considerati i fondatori dello Sheffield Football Club e delle regole di gioco a cui hanno aderito. Anche dopo la fondazione della società continuarono ad avere un ruolo importante, diventando membri della commissione. Fu Creswick, tuttavia, a esercitare maggiore influenza sulle regole (essendo anche Segretario Onorario e Tesoriere).
Charles Clegg ebbe una forte autorità sia nel calcio inglese che locale. Fu presidente di entrambe le squadre professionistiche della città, avendo anche un ruolo importante nella creazione dello Sheffield United. Fu anche presidente della Sheffield and Hallamshire FA avendo supervisionato la fusione delle due associazioni di calcio. Passò quindi in ambito nazionale, diventando presidente del consiglio di amministrazione della FA nel 1890, e nel 1923 ne divenne il presidente fino alla morte, avvenuta nel 1937.